# Riverside (Utah)
Riverside é uma Região censo-designada localizada no estado norte-americano de Utah, no Condado de Box Elder.

## Demografia
Segundo o censo norte-americano de 2000, a sua população era de 678 habitantes.

## Geografia
De acordo com o United States Census Bureau tem uma área de
17,4 km², dos quais 17,4 km² cobertos por terra e 0,0 km² cobertos por água. Riverside localiza-se a aproximadamente 1330 m acima do nível do mar.

## Localidades na vizinhança
O diagrama seguinte representa as localidades num raio de 12 km ao redor de Riverside.